# Miskolc / Csizma az asztalon
A Miskolc / Csizma az asztalon a P. Mobil harmadik kislemeze 1980-ból.
A Miskolc 1979-es koncertfelvétel a Budai Ifjúsági Parkból, a Csizma az asztalon 1980-as stúdiófelvétel. Az énekesi poszton Vikidál Gyulát ekkorra már Tunyogi Péter váltotta. Bencsik Sándor és Cserháti István még részt vettek a felvételeken, néhány hónappal később azonban kiléptek, és megalakították a P. Boxot.
A Miskolc először 1984-ben került nagylemezre (Honfoglalás), de eltér a kislemezes változattól, más felállásban készült.

## Megjelenései
- 1980 SP
- 2003 CD Honfoglalás album bónuszanyag

## Dalok
A: Miskolc
B: Csizma az asztalon

## Közreműködtek
- Bencsik Sándor – gitár, vokál
- Cserháti István – billentyűs hangszerek, vokál
- Kékesi László – basszusgitár, vokál
- Mareczky István – dob, ütőhangszerek
- Schuster Lóránt - zenekarvezető, vokál
- Tunyogi Péter – ének